# Egerek és emberek (kisregény)
Az Egerek és emberek John Steinbeck kisregénye, amely 1937-ben jelent meg. A novella két farmerról szól, akik új munkalehetőségeket keresnek Amerikában a gazdasági válság idején.
Steinbeck a novellát a saját tapasztalataira alapozta, amikor bevándorló földmunkások mellett dolgozott tinédzserként.
Habár a könyv kötelező olvasmánynak számít, nyelvezete miatt kritikákat is kapott. Felkerült az Amerikai Könyvtár Szövetség (American Library Association) "A 21. század legellentmondásosabb könyvei" listájára is.

## Előzmények
Ez volt Steinbeck első próbálkozása az írással. Olyan regényt szeretett volna írni, amelyet el lehet játszani, vagy egy olyan szinjátékot, amelyet regényként is lehet olvasni.
Eleinte a „Something That Happened” címet adta a műnek, de miután elolvasta Robert Burns „To a Mouse” című versét, megváltoztatta a címet „Of Mice and Men”-re. Érdekesség, hogy a kisregény korai változatát Steinbeck kutyája, Max megette.

## Fogadtatás
A novella pozitív kritikákban részesült. Az Egyesült Királyságban az 52. helyet szerezte meg a "nemzet legkedveltebb regényei" szavazáson.
A novellát több amerikai könyvtárban is betiltották nyelvezete és sztereotípiák használata miatt.

## Feldolgozások
A műből már a megjelenés után néhány hónappal színpadi előadás készült San Franciscóban, amelyet sok másik követett. A Broadway változathoz Steinbeck maga adaptálta regényét. 1939-ben készült első filmváltozata (négy Oscar-díj jelölés), később több televíziós és filmadaptáció készült (köztük iráni és maláj változatok).

## Kiadásai magyar nyelven
- Egerek és emberek. Regény; ford. Benedek Marcell; Új Idők, Budapest, 1943
- Egerek és emberek; Steinbeck regényéből színpadra alkalmazta S. Kaufmann; Igazság Ny., Budapest, 1947
- Egerek és emberek; Progres, Noviszád, 1955
- Egerek és emberek; ford. Benedek Marcell; jav. kiad.; Aranytoll, Szeged, 2016